# Ашах-ан-дер-Штайр
Ашах-ан-дер-Штайр (нем. Aschach an der Steyr) — коммуна (нем. Gemeinde) в Австрии, в федеральной земле Верхняя Австрия. 
Входит в состав округа Штайр.  Население составляет 2191 человек (на 31 декабря 2005 года). Занимает площадь 22 км². Официальный код  —  41502.

## Политическая ситуация
Бургомистр коммуны — Карл Богенгрубер (АНП) по результатам выборов 2003 года.
Совет представителей коммуны (нем. Gemeinderat) состоит из 25 мест.
- АНП занимает 13 мест.
- СДПА занимает 7 мест.
- Зелёные занимают 4 места.
- АПС занимает 1 место.